# Norrköpings gamla vattentorn

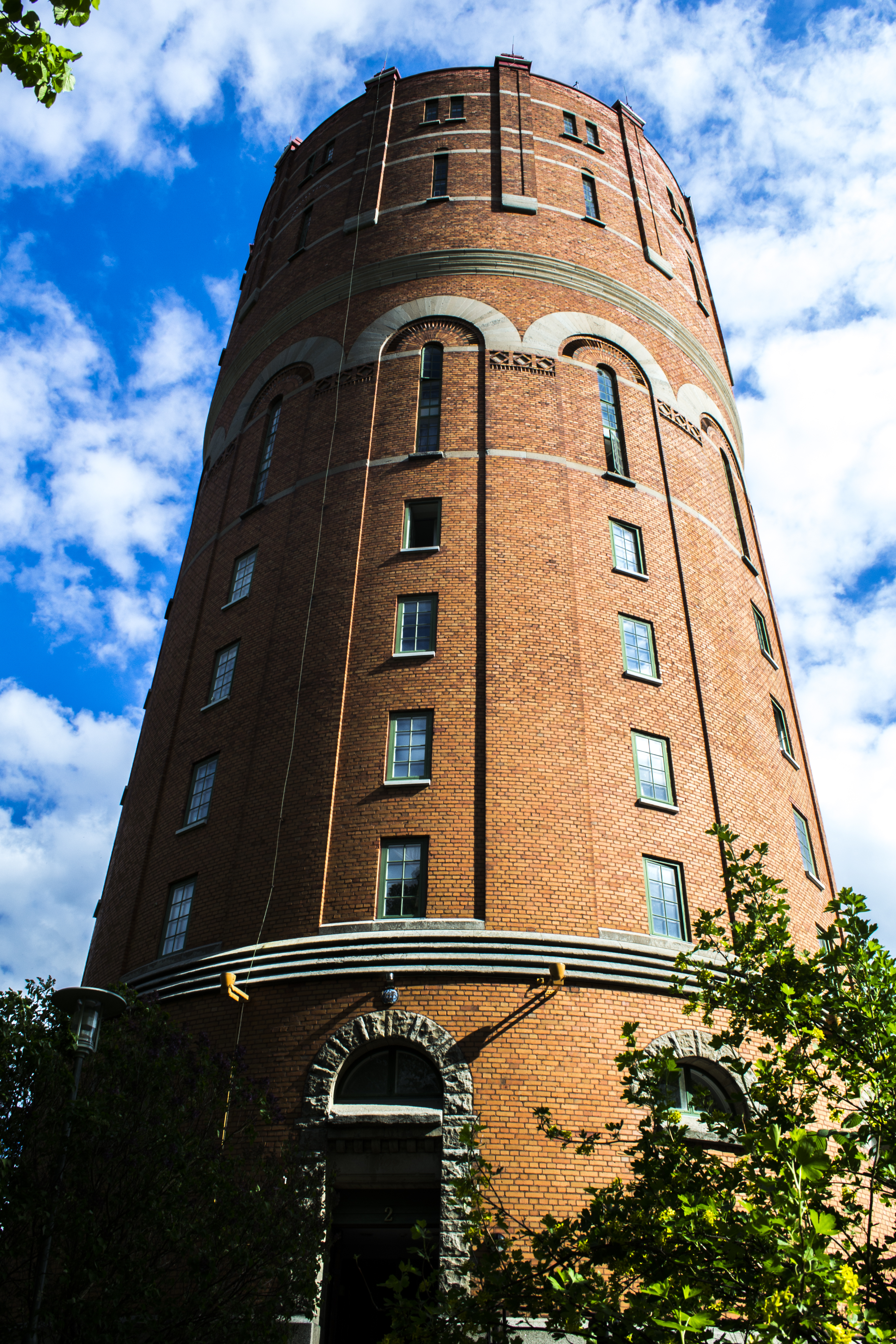
Gamla vattentornet

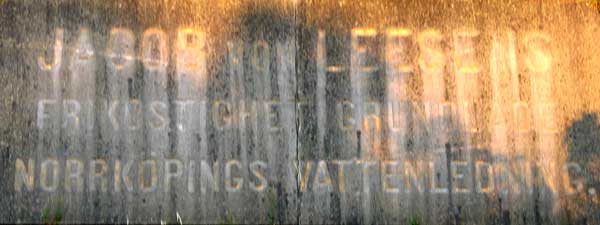
Texten på vattentornet

Norrköpings gamla vattentorn ligger strax söder om Södra Promenaden i Norrköping.
Vattentornet är byggt mellan åren 1904 och 1907. På tornet finns (en numera ganska suddig) text som lyder "Jacob von Leesens frikostighet grundlade Norrköpings vattenledning." Tornet är 45 meter högt och ritades av Verner Northun.
Vattentornet togs ur drift 1980, när Norrköpings nya vattentorn beläget i Kättsätter, blev klart. Mellan åren 1999 och 2001 byggde fastighetsbolaget HSB om tornet till studentlägenheter i 13 plan. Det var bolagets första egna byggprojekt. Tornet inrymmer 62 lägenheter för studenter vid Linköpings universitet Campus Norrköping och en studentpub i bottenvåningen.